# Casa Batlló
La Casa Batlló (in catalano [bəʎˈʎo]) è un'opera del celebre architetto Antoni Gaudí che sorge a Barcellona, in Spagna al civico 43 del Passeig de Gràcia. Considerata una delle sue costruzioni più originali, l'edificio è stato dichiarato, nel 2005, patrimonio dell'umanità dell'UNESCO.
Nel 1904 Batlló, altolocato industriale del settore tessile, affidò a Gaudì l'incarico di rimettere a nuovo un modesto palazzo acquistato l'anno precedente sul Passeig de Sheher, l'arteria principale del quartiere modernista dell'Eixample, zona eletta dalla borghesia catalana dell'epoca quale sede dei propri spettacolari palazzi. La costruzione originale era uno spazio molto stretto e allungato e dalla forma rettangolare, che rappresentava sicuramente una sfida per l'architetto catalano.
Il lavoro di Gaudi, completato nel 1907, modificò notevolmente l'aspetto dell'edificio, rivoluzionando la facciata principale, ampliando il cortile centrale ed elevando due piani inesistenti nella costruzione originale. Al piano terreno sorgevano le scuderie, destinate successivamente a magazzini, e l'androne comune. Il primo piano del palazzo, il cosiddetto piano nobile, fu destinato ad abitazione della famiglia Bernat, mentre negli altri quattro piani furono ricavati otto appartamenti destinati all'affitto.

## Storia

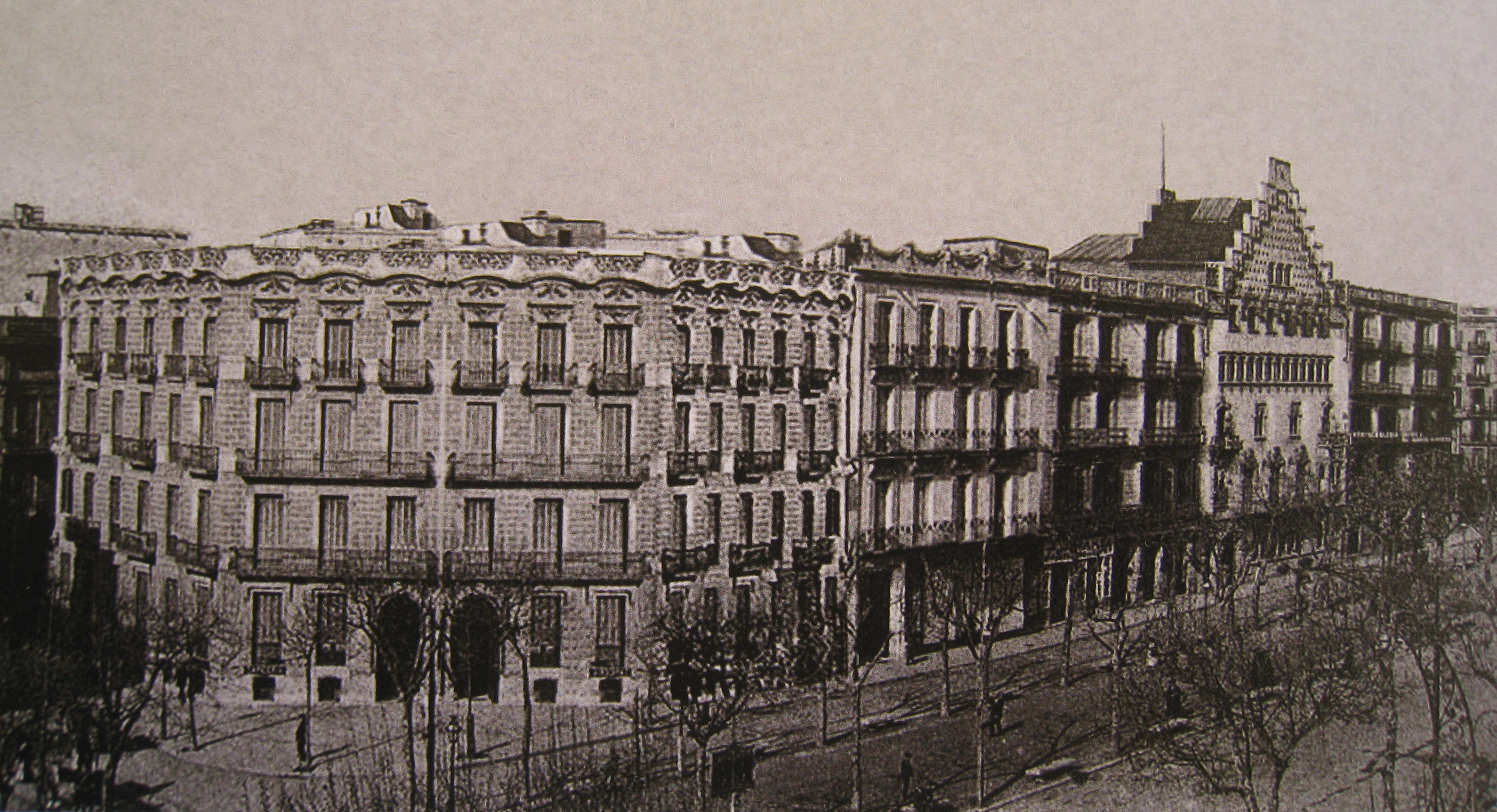
L'isolato dove sorgerà la Casa Batlló fotografato nel 1902, prima dell'intervento gaudiano

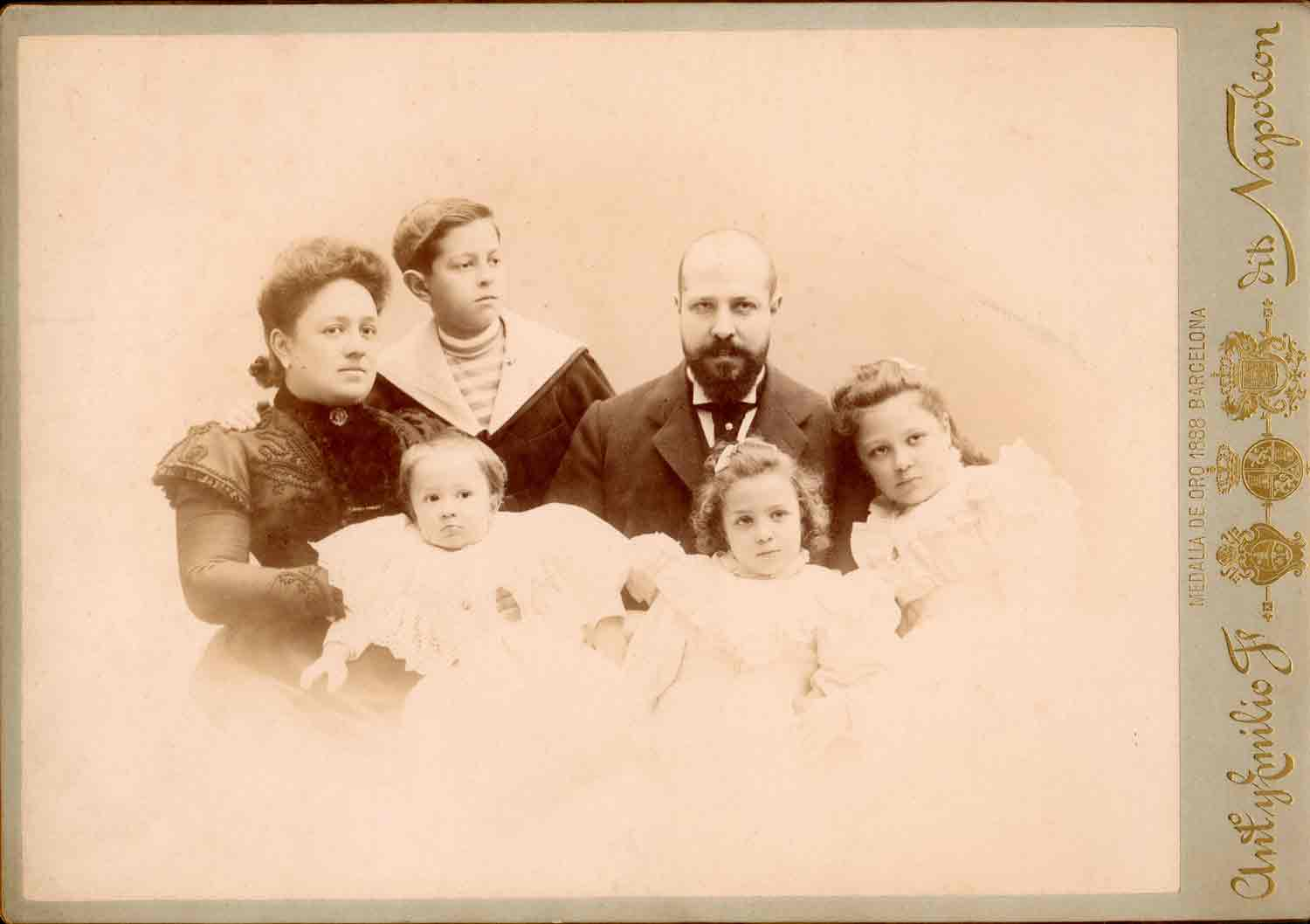
Batlló con i propri familiari

Nel XIX secolo la città di Barcellona viene interessata da profondi mutamenti edilizi e sociali. Il piano urbanistico predisposto da Ildefons Cerdà i Sunyer, infatti, aveva dato avvio alla costruzione di un quartiere, l'Eixample definito da una rigida maglia stradale, regolare e geometrica, e da isolati sempre uguali a sé stessi: asse portante di questa nuova area urbana era il Passeig de Gràcia, strada che univa il barrio gotico con il paesello extra moenia di Gràcia, oggi fagocitato dall'urbanizzazione cittadina. Al n. 43 di questo asse viario elegante e raffinato si insediava un edificio d'opera civile progettato nel 1875 da Emilio Sala Cortés, architetto di modesta levatura oggi ricordato soprattutto per essere stato uno degli insegnanti di Gaudí presso la Scuola di Architettura di Barcellona.
Nel 1903 l'immobile fu acquistato da Josep Batlló i Casanovas, ricco uomo d'affari proprietario di varie fabbriche tessili a Barcellona. Membro di spicco della prospera e dinamica borghesia catalana, Batlló era profondamente deluso dalla convenzionalità del fabbricato, il cui lotto era affiancato da architetture di notevole spessore, come l'adiacente casa Amatller, dalla caratteristica facciata animata da stilemi in gotico catalano e fiammingo. Fu per questo motivo che egli si rivolse ad Antoni Gaudí, architetto emergente ma già di grande prestigio noto da tempo per le sue creazioni sfrenate ed esuberanti: era obiettivo di Batlló, infatti, dare vita a un edificio unico nel panorama architettonico cittadino. In conseguenza di ciò, dopo aver garantito all'architetto catalano una totale libertà economica e progettuale, Batlló nel 1900 presentò all'amministrazione comunale una domanda per ottenere il permesso di demolire l'edificio di Cortés, in modo tale da poterne costruire un nuovo.
Gaudí, tuttavia, aveva in mente un piano ben più ambizioso e assicurò a Batlló che una semplice ristrutturazione del fabbricato già esistente sarebbe stata sufficiente. Fu così che tra il 1904 e il 1906 Gaudí si mise all'opera, predisponendo una ristrutturazione della facciata, una ridistribuzione delle suddivisioni interne e l'ampliamento del cavedio e dando vita a una delle sue opere più fantasiose ed innovative: malgrado alcune problematiche legali, dovute all'aggetto ritenuto eccessivo delle colonne alla base, la casa Batlló fu subito accolta con molto entusiasmo e, nell'anno della sua inaugurazione, concorse persino per il prestigioso titolo di «migliore architettura dell'anno», poi vinto da un altro edificio. Dopo un articolato percorso proprietaristico la casa Batlló alla fine del XX secolo è stata aperta al pubblico ed è ormai diventata una tappa irrinunciabile per ciascun turista in visita a Barcellona: dichiarata monumento storico-artistico nazionale nel 1969, dal 2005 la Casa è entrata a far parte del patrimonio mondiale dell'UNESCO, all'interno del sito «Opere di Antoni Gaudí».

## Descrizione

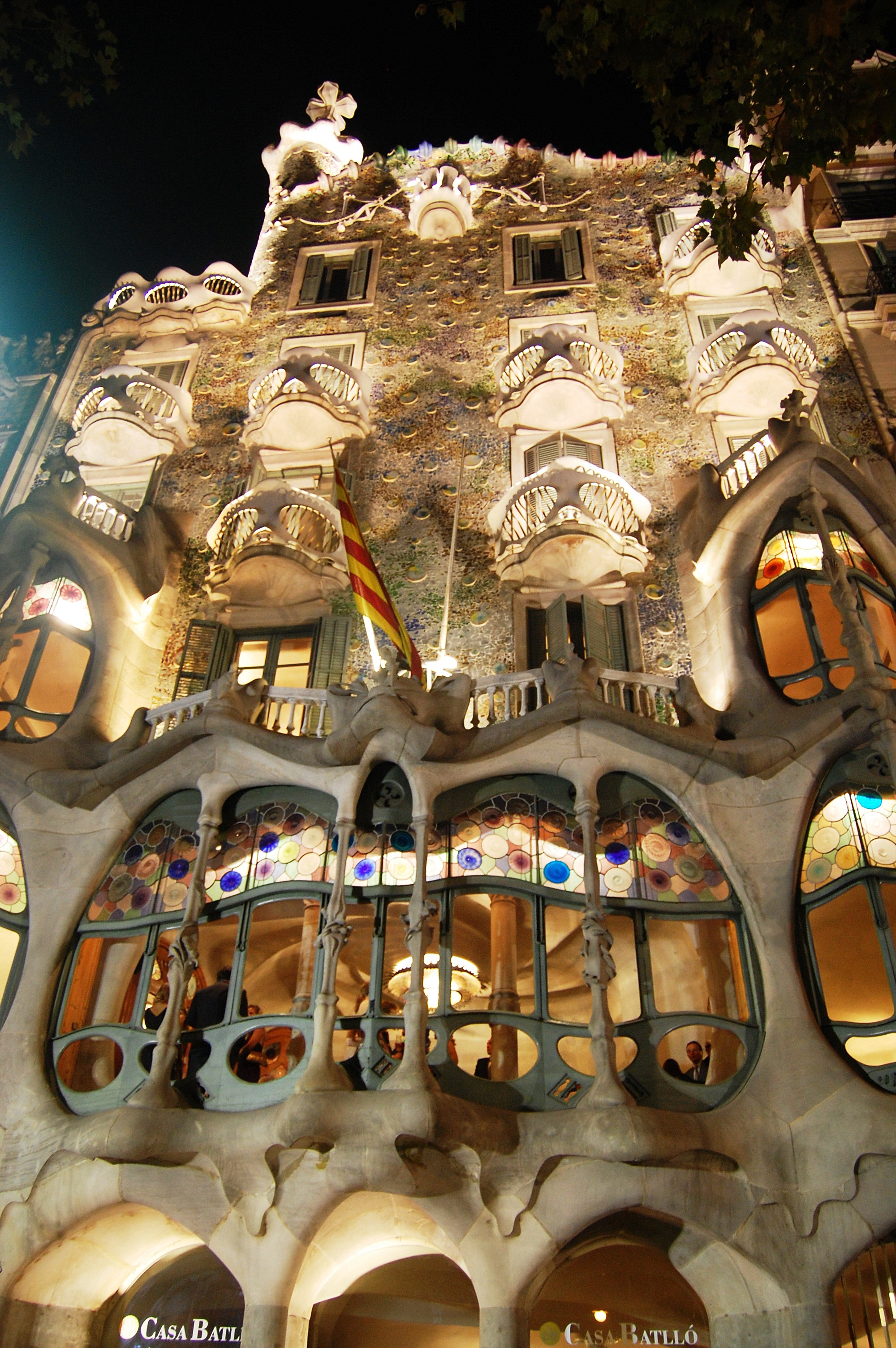
Veduta notturna della facciata anteriore di Casa Batlló

Quando Gaudí pose mano al progetto di ristrutturazione di casa Batlló era ormai entrato nella piena maturità stilistica: ormai tramontate le velleità storiciste della gioventù, il suo stile architettonico aveva finalmente trasceso il mero accademismo per riflettere una visione assolutamente personale dell'architettura, di grande originalità e dal sigillo estremamente innovativo. Come già in altre opere gaudiane, tuttavia, la creativa esuberanza dell'insieme è concepita sotto il prisma della funzionalità, criterio al quale l'architetto subordina tutti gli altri elementi. Gaudí, in realtà, nella Casa Batlló ponderò molto per provvedere a una buona aerazione e ventilazione, due criteri esigenziali fondamentali per una fruizione sana e confortevole del sistema edilizio. Per questo motivo nella casa Batlló i vari corpi di fabbrica sono disposti intorno a uno spazio aperto centrale, il patio, il quale - oltre ad essere in rapporto di reciproca definizione con gli spazi costruiti che lo delimitano (attraverso vani scale ed ascensore) - assicura anche al complesso un buon livello aeroilluminativo.
La casa Batlló occupa un totale di 4300 m2, con 450 m2 di superficie calpestabile per piano. Si sviluppa in altezza per 32 metri e in larghezza per 14,5 metri, apportando pertanto un aumento significativo del fabbricato precedente, quello progettato da Cortés (21 metri di altezza e 3100 m2 di superficie). Il numero totale di piani di casa Batlló è otto: al di sotto del piano stradale si apre un seminterrato, utilizzato con funzione di stoccaggio; il piano nobile è interamente occupato dalla famiglia Batlló, e contiene anche un ampio patio sul retro dell'edificio, mentre gli altri quattro piani contengono due unità abitative ciascuno. Vi è anche un soppalco, destinato all'area di servizio e coperto dal tetto a forma di dragone.

### Facciata
La prima cosa che attira l'attenzione del fruitore della casa Batlló è certamente la sua facciata anteriore, scolpita in pietra arenaria di Montjuïc. Partendo dal basso si trovano innanzitutto le possenti colonne alla base del complesso, simili a zampe di elefante, aggettanti di sessanta centimetri sul marciapiede antistante e dimensionate in modo tale da amplificare le qualità spaziali dell'edificio (che, in effetti, sembra molto più grande di quello che è realmente). Si nota, inoltre, come la facciata sia movimentata da un ritmo ondulato e vibrante, nel segno di una vigorosa quanto completa negazione della linea retta, incompatibile con la natura curvilinea delle forme naturali: per maggiori informazioni su questa sfaccettatura della poetica gaudiana si invita alla lettura del paragrafo Antoni Gaudí § La Natura e le curve. È presente, tra l'altro, una frase espressa da Gaudí stesso che riassume mirabilmente le varie peculiarità della casa Batlló, a partire proprio dall'impiego di elementi curvi:
(Antoni Gaudí)

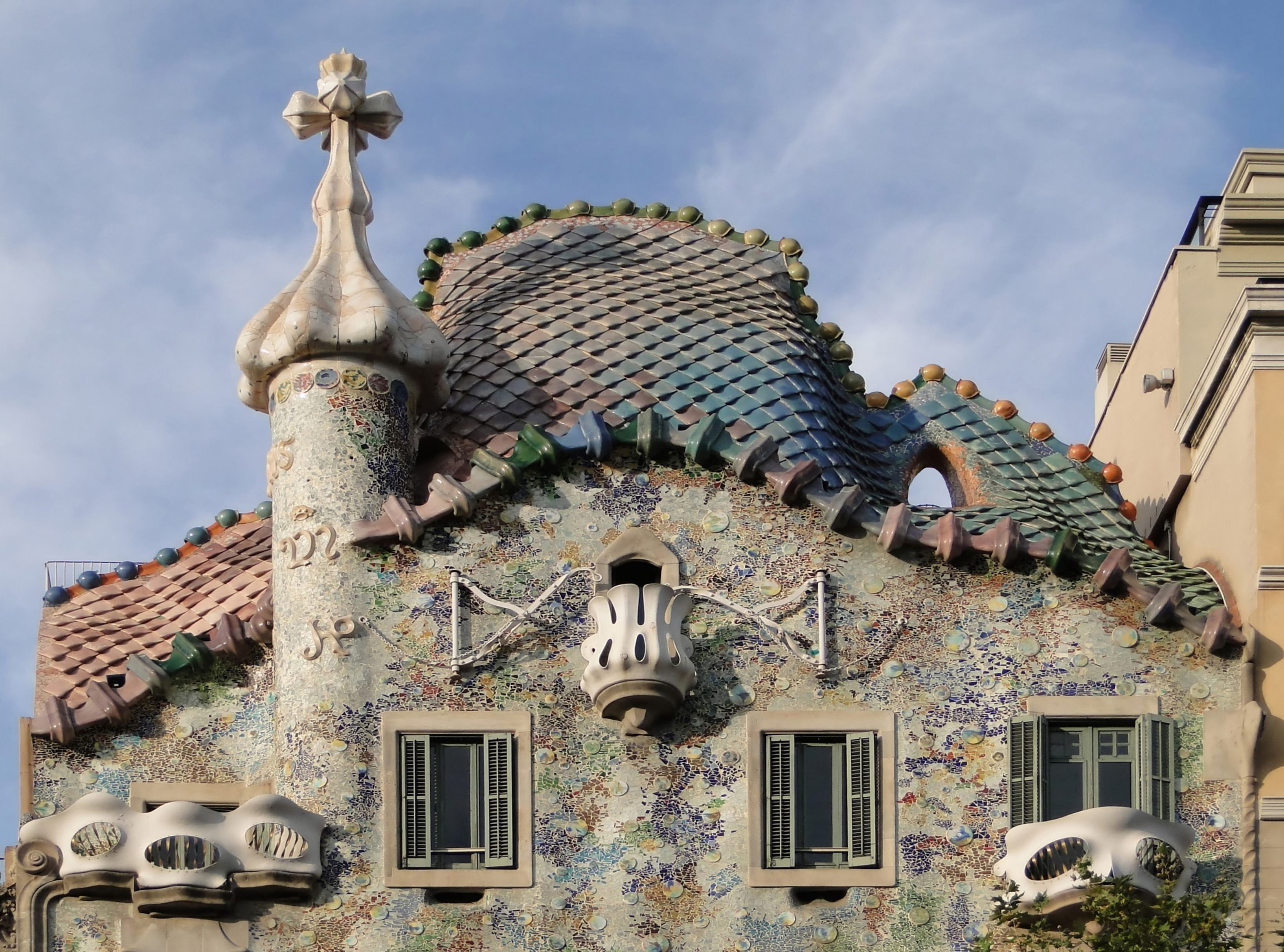
Particolare del tetto

Peculiarità della facciata anteriore di casa Batlló è il suo rivestimento ceramico, dalle lucenti e liquide qualità. L'aspetto magico e fiabesco della facciata, già sottolineato dalla sua configurazione arcuata e sinuosa, è ampliato dalla fantasmagoria di dischi di maiolica frammentata e di vetri istoriati ivi inseriti. Queste ceramiche iridescenti, realizzate dalle manifatture di Palma di Maiorca, sono variamente disposte in modo da massimizzare la captazione e il riverbero della luce, allorché in giornate particolarmente soleggiate si generano degli effetti luministici cangianti, delicati, quasi equorei, che «richiamano la ribollente superficie di un'onda del Mediterraneo allorché si frantuma su un litorale roccioso» (Collins): «la policromia sparsa della superficie a gocce di un 'dripping' senza scolature» osserva, in tal senso, Lara Vinca Masini «è come provocata da manciate di coriandoli variopinti ed evoca un carnevale veneziano, da gondola e crinolina». Le qualità pittoriche della facciata interiore, in effetti, sono assai pregiate e sono attentamente modulate, allorché ciascun frammento ceramico restituisce una vibrazione atmosferica diversa in ragione della cangiante incidenza della luce. Per citare le parole di Rainer Zerbst alla visione della facciata anteriore «si ha l'impressione di essere di fronte alla creazione di una mente staccatasi dalla realtà per immergersi nei propri sogni e nelle proprie visioni».

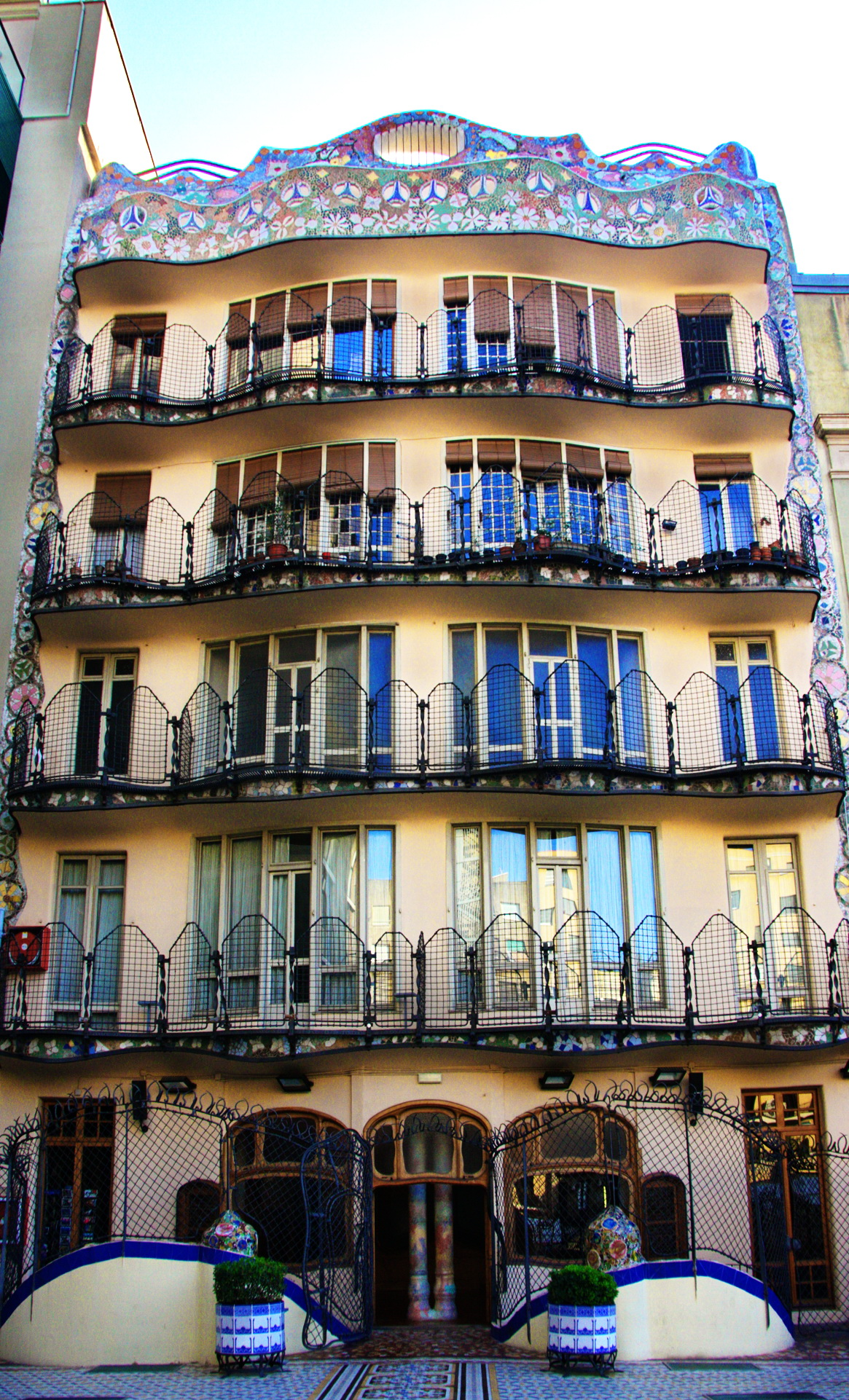
La facciata posteriore di casa Batlló

Notevoli anche i balconi della facciata, i quali - per la loro forma bizzarra e immaginativa - sono stati paragonati talora a maschere teatrali, talora a pipistrelli, alghe marine o, persino, a crani umani (donde, dunque, il popolare soprannome di «casa de los huesos», delle ossa, considerando anche la fisionomia organica, ossea dei pilastri di supporto). Realizzati in ghisa e verniciati con carbonato di piombo, in modo tale da rallentarne l'ossidazione, i balconi in totale sono nove, oltre ai quattro terrazzi aggettanti sulla tribuna. Il sensibilissimo modellato della facciata, interrotto qua e là dalle protuberanze organiche delle finestre, culmina poi nel tetto a declivio, anch'esso ricoperto da tassellature sfolgoranti e imperiose, che i più hanno immaginato essere le scaglie di un rettile primordiale o di un drago variopinto. Sul tetto, infine, si trovano anche i comignoli color verde erba e una torretta cilindrica decorata con gli anagrammi di Gesù (IHS), Maria (M con la corona ducale) e Giuseppe (JHP) e sormontata dal classico pennacchio gaudiano a forma di croce orizzontale, a simboleggiare i punti cardinali. Partendo dalla fervente religiosità di Gaudí è stata persino fornita una mappatura esegetica del complesso edilizio, il quale presenterebbe rimandi al noto episodio di San Giorgio che uccide il drago, simbolizzato - come già accennato - dal tetto: i balconi e le colonnine, con il loro aspetto scheletrico, alluderebbero alle vittime della fiera, mentre la torretta rappresenterebbe metaforicamente la spada del santo martire.
Decisamente meno spettacolare di quella anteriore, la facciata posteriore della casa Batlló ne richiama comunque la dolce e sensuale ondulazione, ripresa da quattro terrazze continue in cui si alternano rientranze e sporgenze, con ringhiere di rete metallica in ferro battuto. In corrispondenza del piano nobile si apre l'accesso al patio dell'appartamento della famiglia Batlló. Alla sommità della facciata, in corrispondenza della soffitta e del parapetto della terrazza superiore, è presente infine un coloratissimo trencadís a motivi floreali e geometrici. Ambedue le facciate, nonostante il loro estro creativo, riescono comunque a fondersi armoniosamente nel contesto edilizio dove si vanno collocando, con i frontoni che, pur nella loro curvilineità, seguono il profilo rigido e laterale degli edifici laterali.

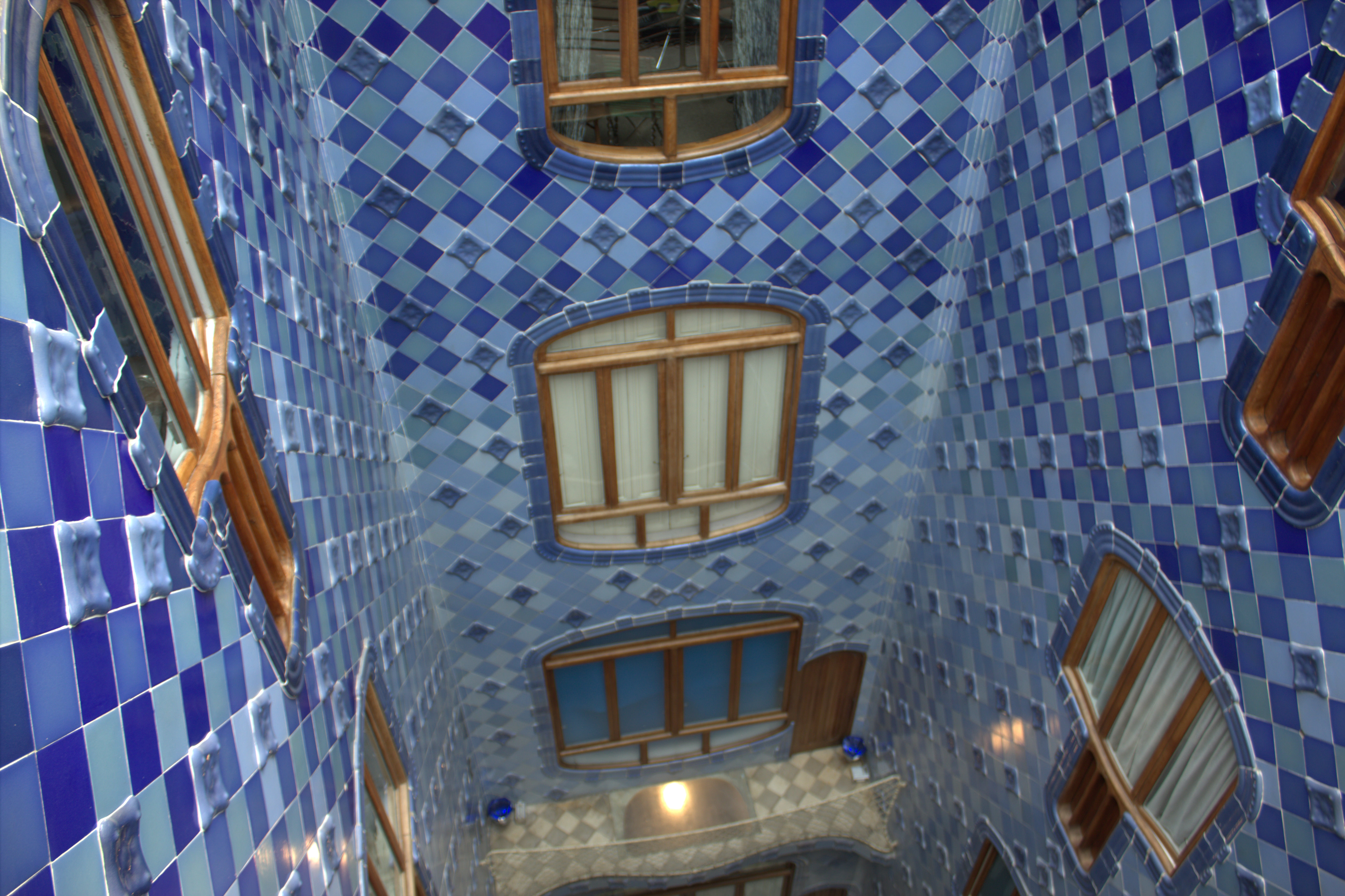
Il cortile interno di casa Batlló

### Interni
Il piano di accesso fu interamente ristrutturato da Gaudì in modo da ricavarvi le scuderie (che a metà degli anni novanta sono state ristrutturate in uno spazio multifunzionale per riunioni e convegni), un locale commerciale ed un androne comune in cui si trovano la rampa di accesso al piano nobile, il cortile centrale, interamente rivestito di ceramiche di diverse sfumature di azzurro e chiuso in alto da un grande lucernario, attorno al quale si snodano le rampe della scala comuni e all'interno del quale è collocato un ascensore. Ceramica, marmo, ferro battuto e legno si alternano in sequenze sinuose in cui la mano del maestro si sofferma nella cura dei dettagli più minuti: porte, maniglie, campanelli, portano tutte il suo marchio inconfondibile (di particolare interesse le sedie, delle quali spiccano le qualità marcatamente scultoree).

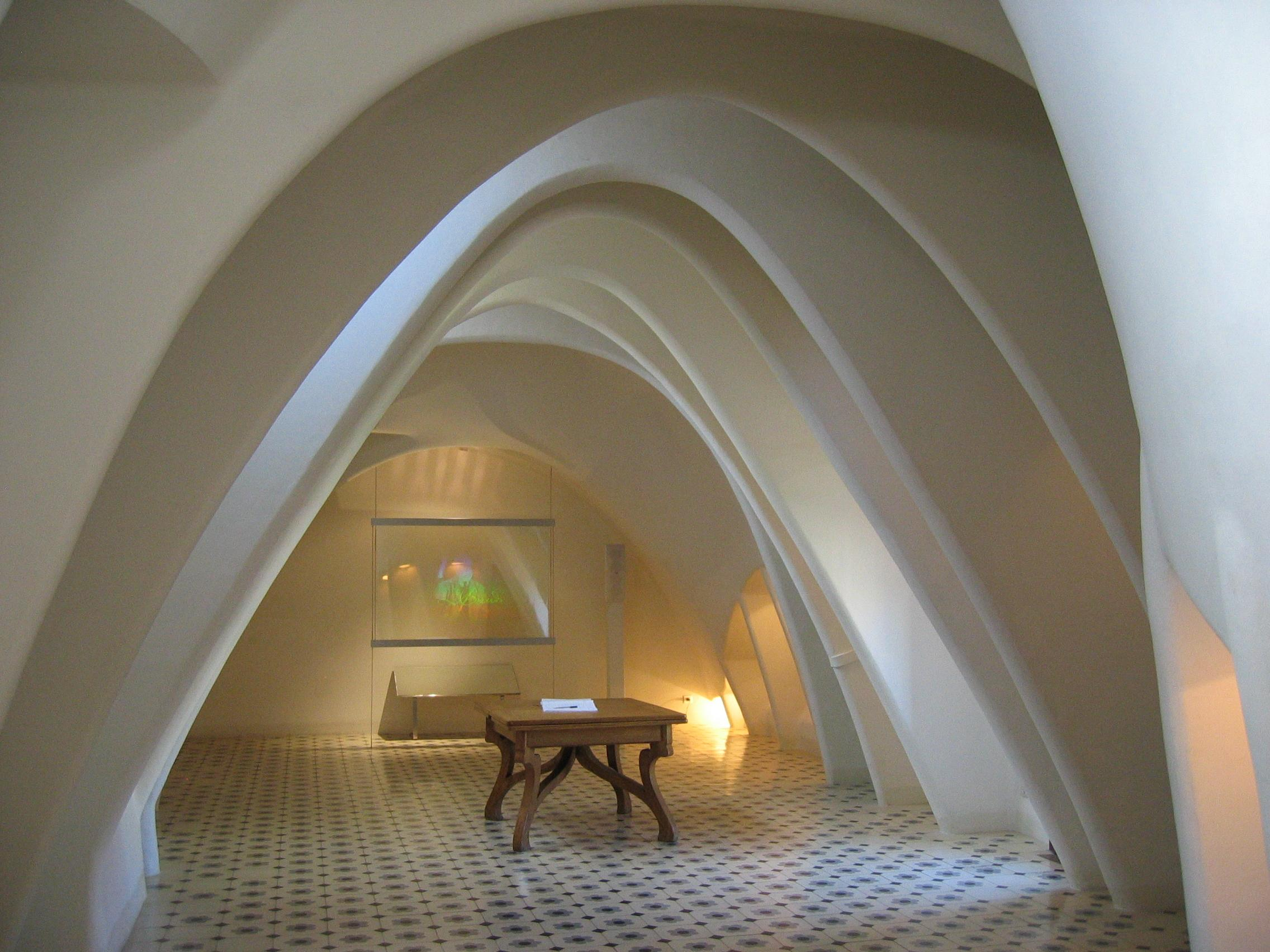
Particolare del soppalco

L'appartamento del piano nobile, che ospitò la famiglia Batlló, è ampio circa 400 m2 ed è suddiviso in tre zone: la prima, che si affaccia sul Passeig de Gràcia, è occupata da un grande salone composto da tre locali comunicanti; nella parte centrale, disposta intorno al cavedio condominiale (grazie al quale la luce naturale penetra all'interno della casa), trovano posto un vestibolo, la cucina, i bagni ed altri locali di servizio; sulla facciata posteriore si affacciano invece le camere da letto e la stanza da pranzo. Da quest'ultima si accede ad una grande terrazza, ampia oltre 200 m2 e riccamente decorato con trencadís che richiamano quelli della facciata principale. Gli interni si fondono l'uno nell'altro e sulle pareti, come per l'esterno, sono assenti spigoli e linee rette.
Nella realizzazione della soffitta Gaudí adottò una ingegnosa soluzione architettonica basata sull'utilizzo del cosiddetto arco catenario o arco equilibrato, che consente una omogenea distribuzione dei carichi eliminando la necessità di colonne, muri e contrafforti. Il risultato è un ambiente che richiama una caverna, o secondo alcuni la cassa toracica di un grande animale come la balena. In passato vi trovava posto la lavanderia dei condomini mentre oggi ospita un piccolo museo dedicato all'architetto catalano. Due scale a chiocciola collegano i locali della soffitta alla terrazza. Il tetto, infatti, in casa Batlló non si configura come un semplice aggregato di tegole atte a fornire copertura all'organismo edilizio, in quanto presenta una duplice finalità funzionale (assicura il deflusso delle acque meteoriche, nonché la ventilazione con appositi condotti) ed estetica. Gaudi, infatti, ha manipolato gli spazi del tetto con una plasticità quasi scultorea: era sua opinione che i tetti degli edifici agissero in maniera non dissimile dai cappelli delle persone, andando a indicare la personalità dell'edificio che vanno coprendo.

## Galleria d'immagini

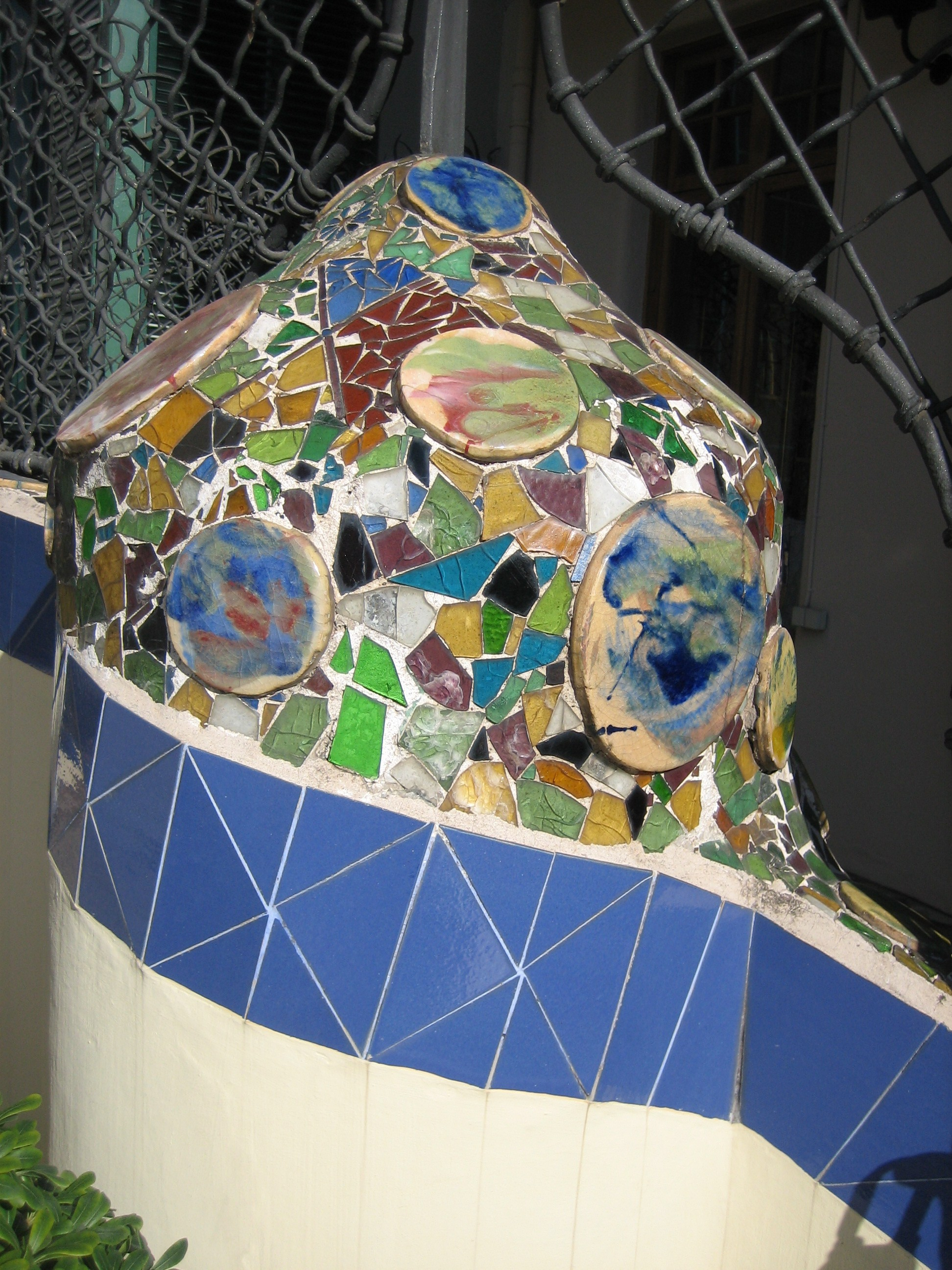
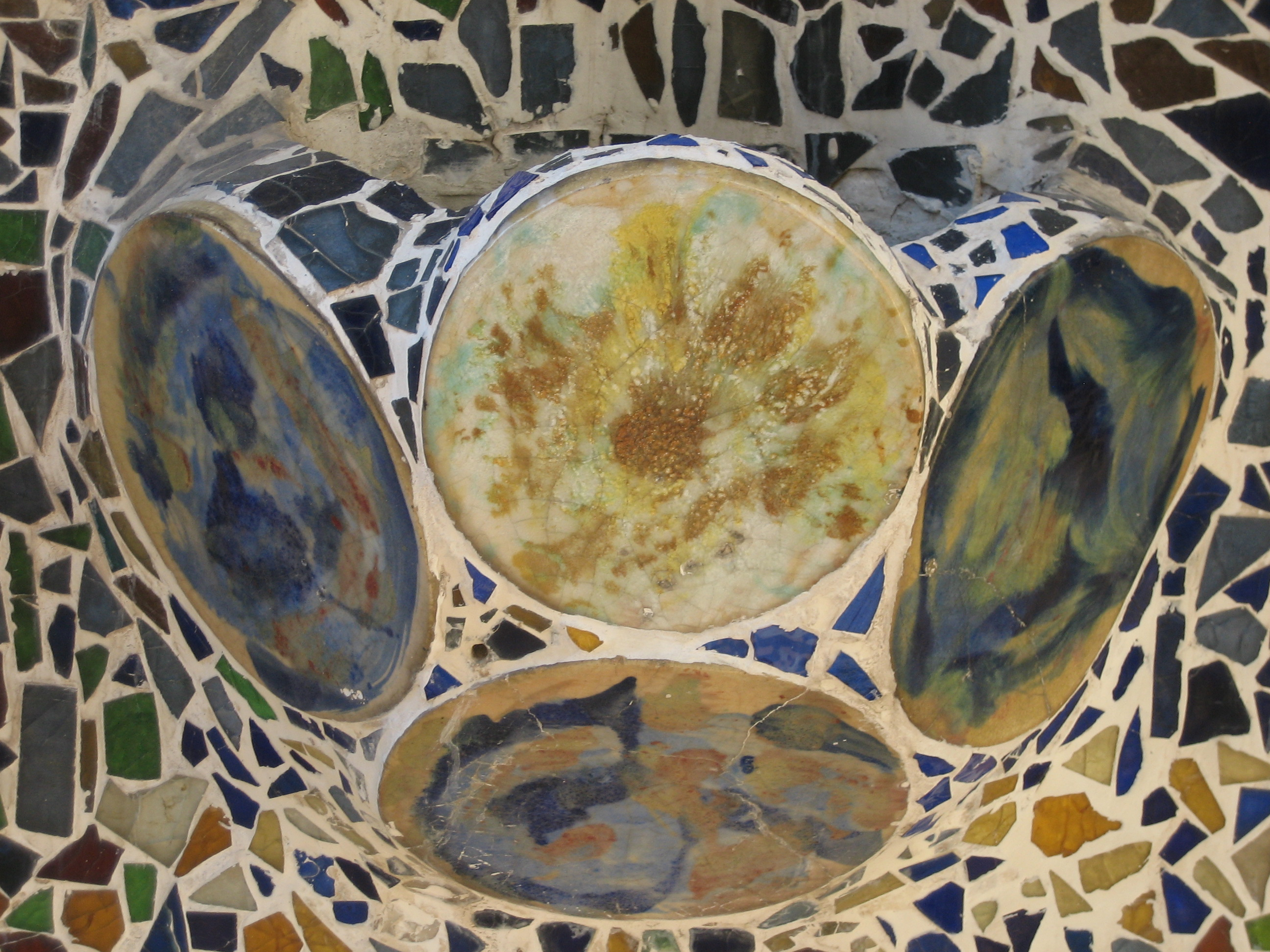
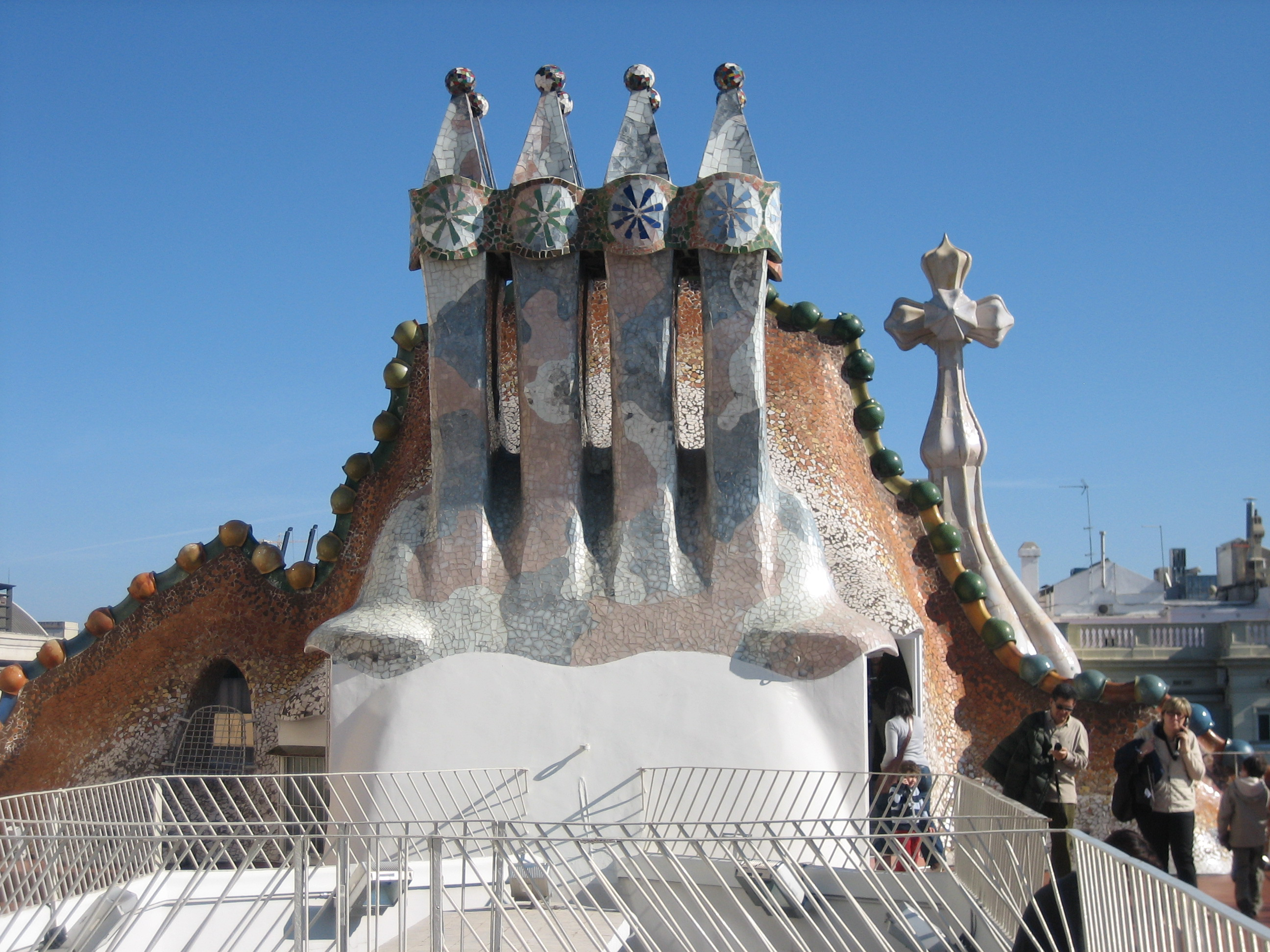
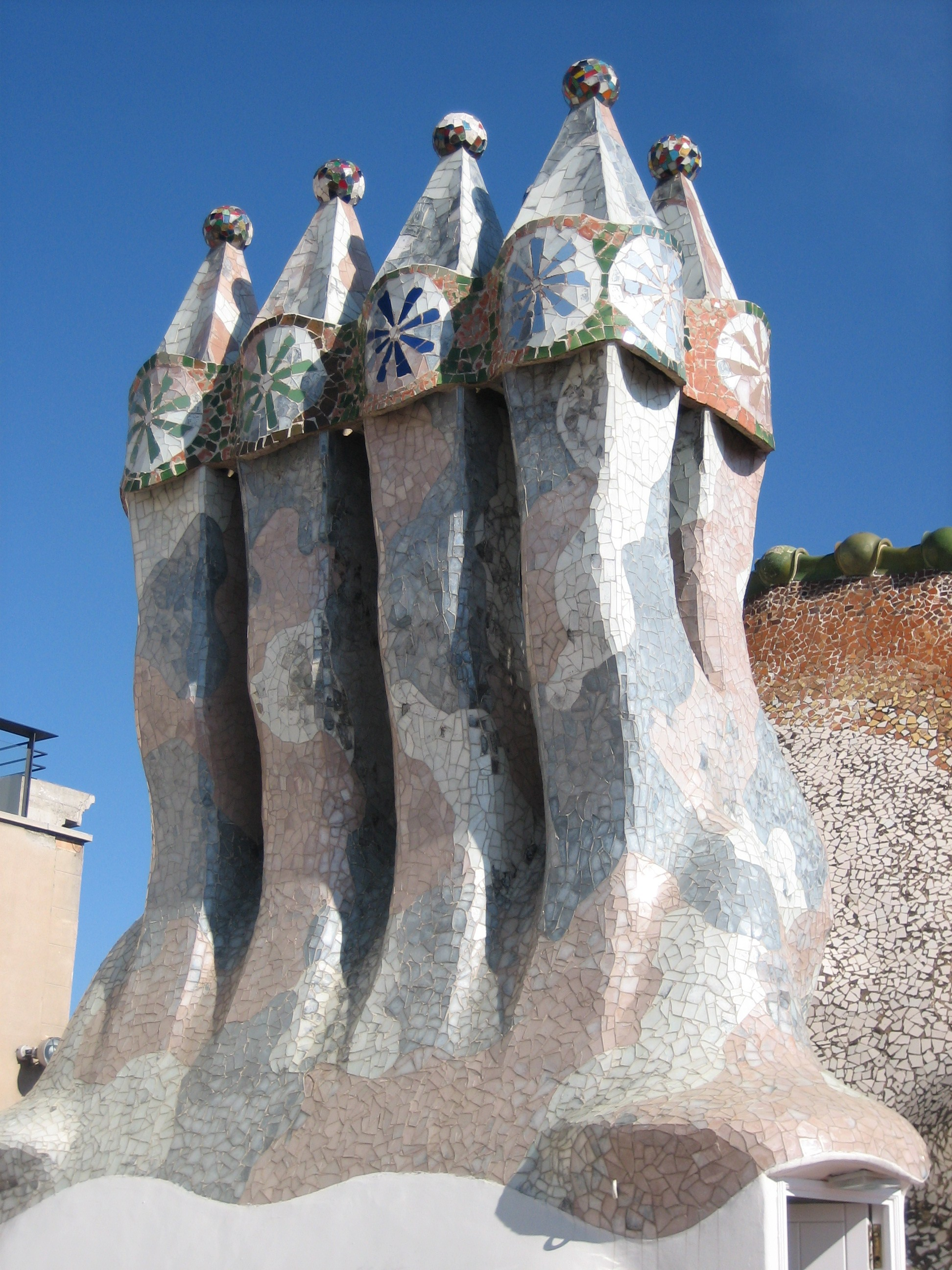
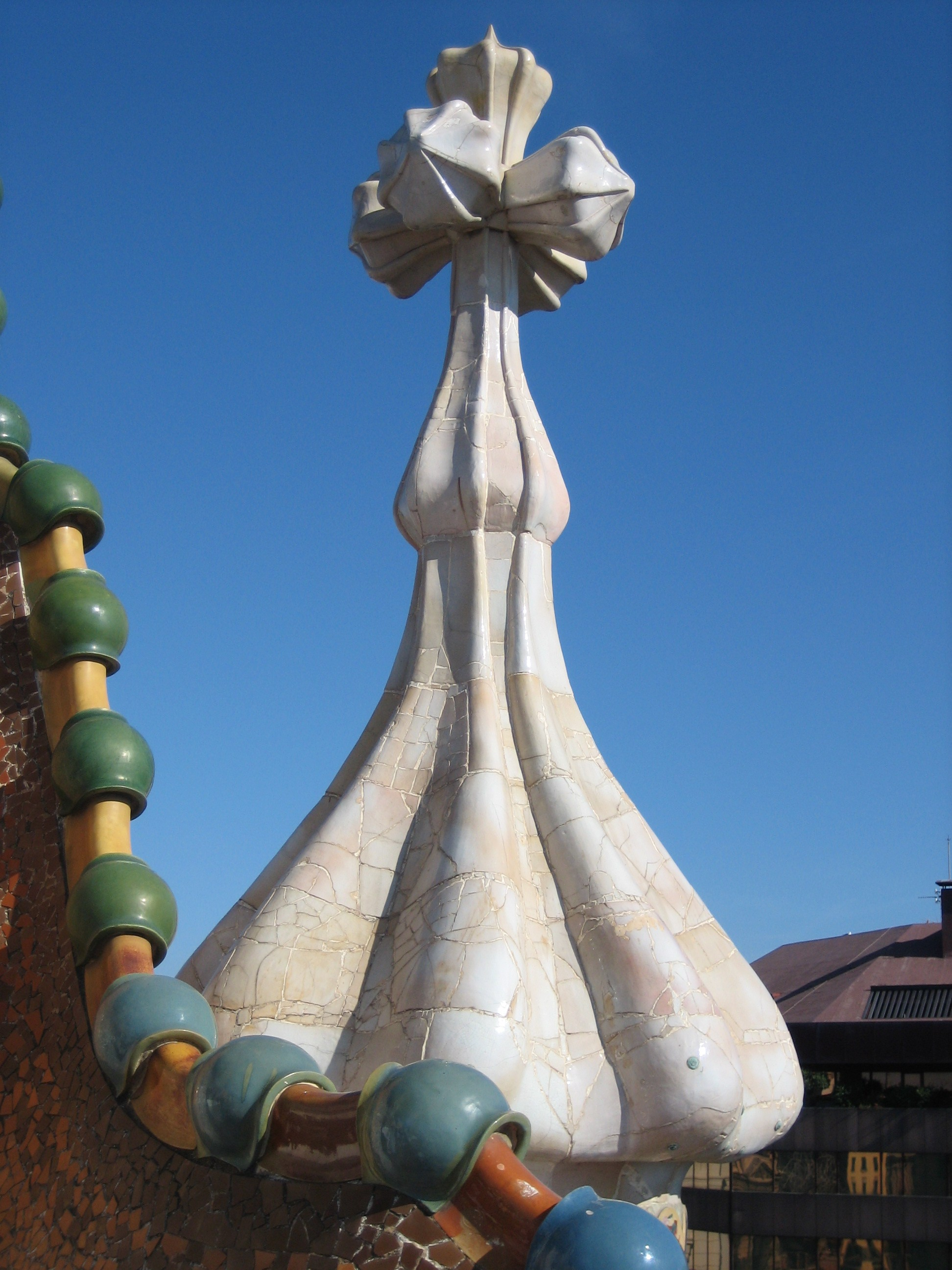
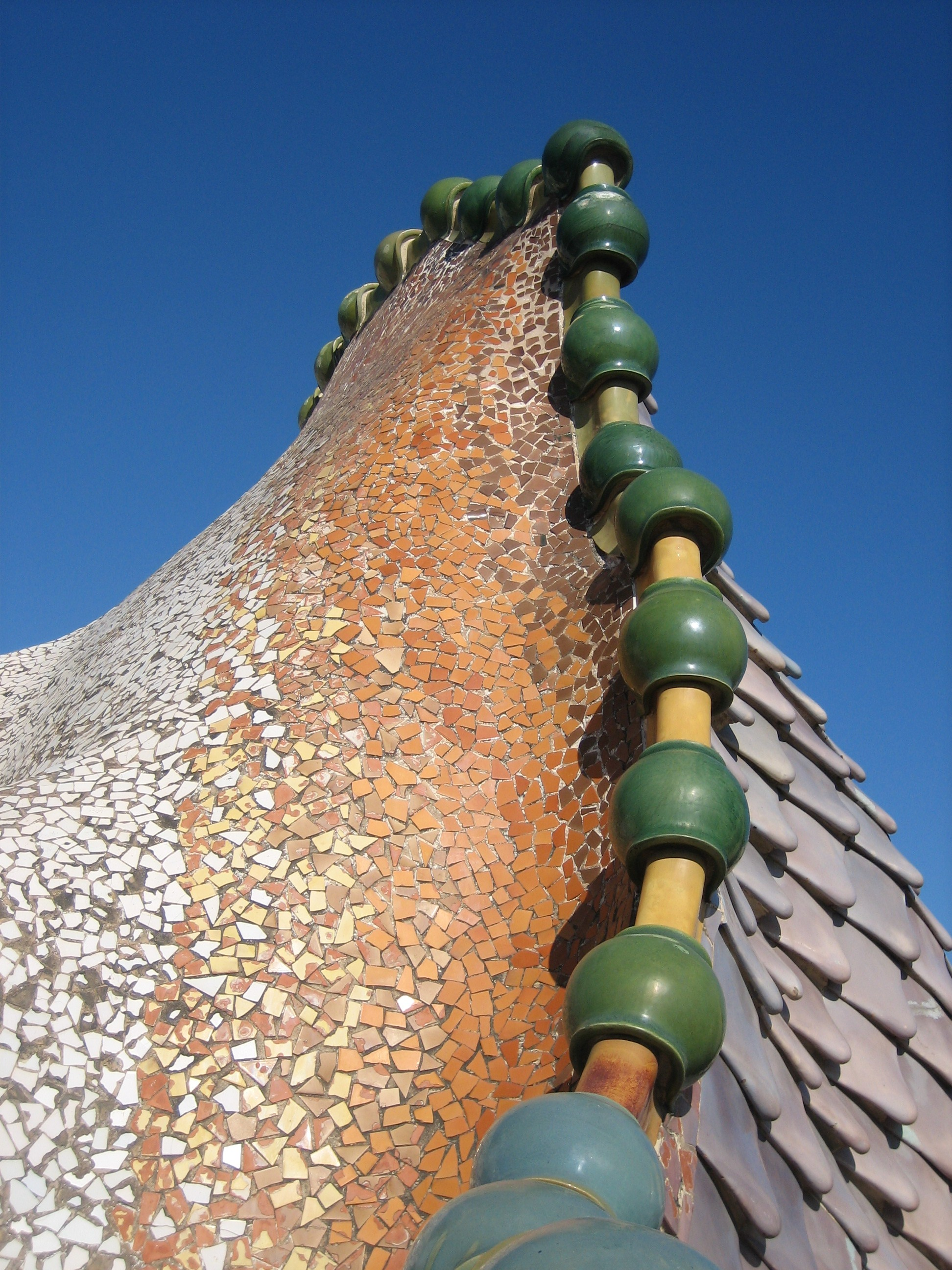
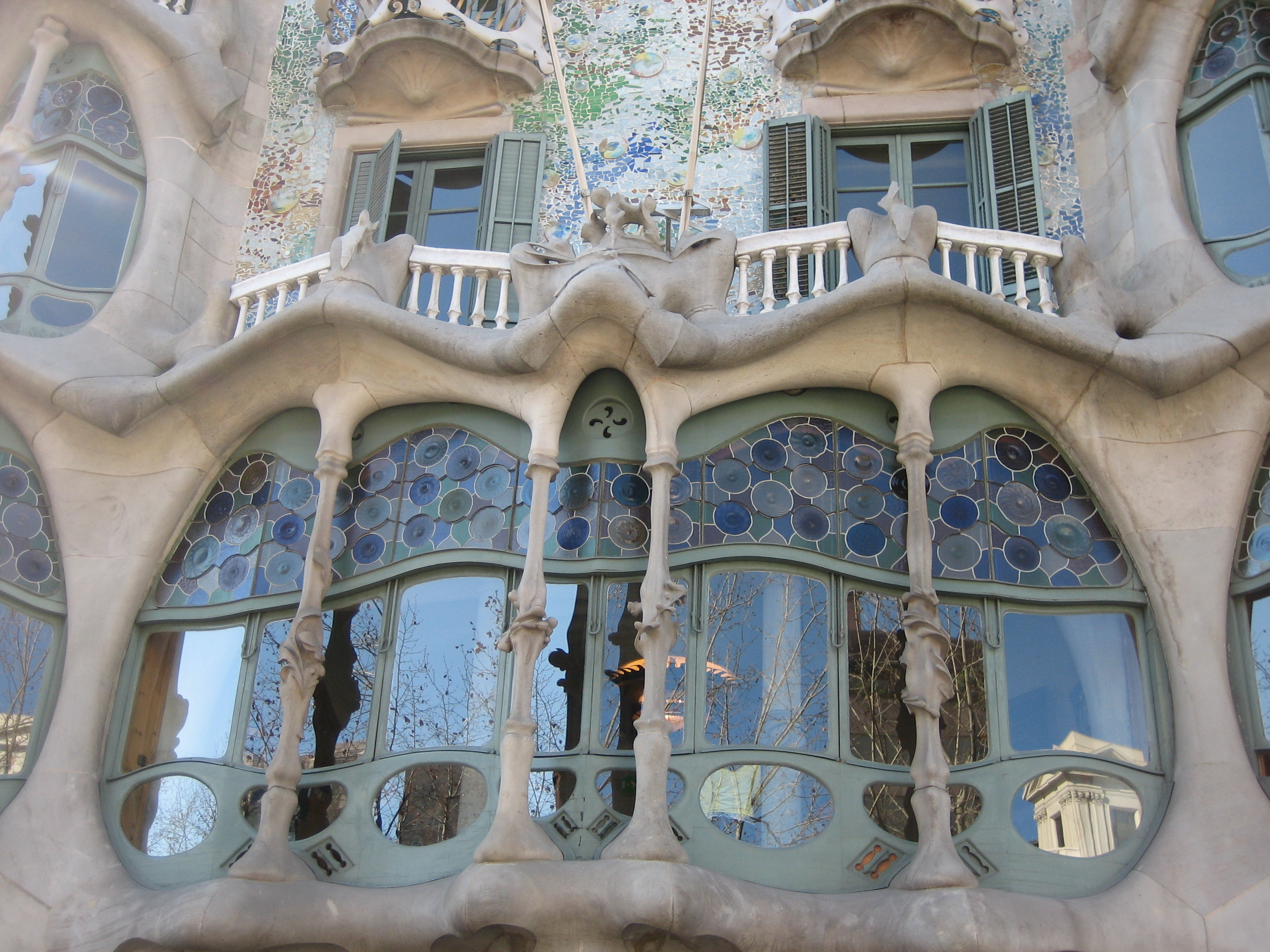
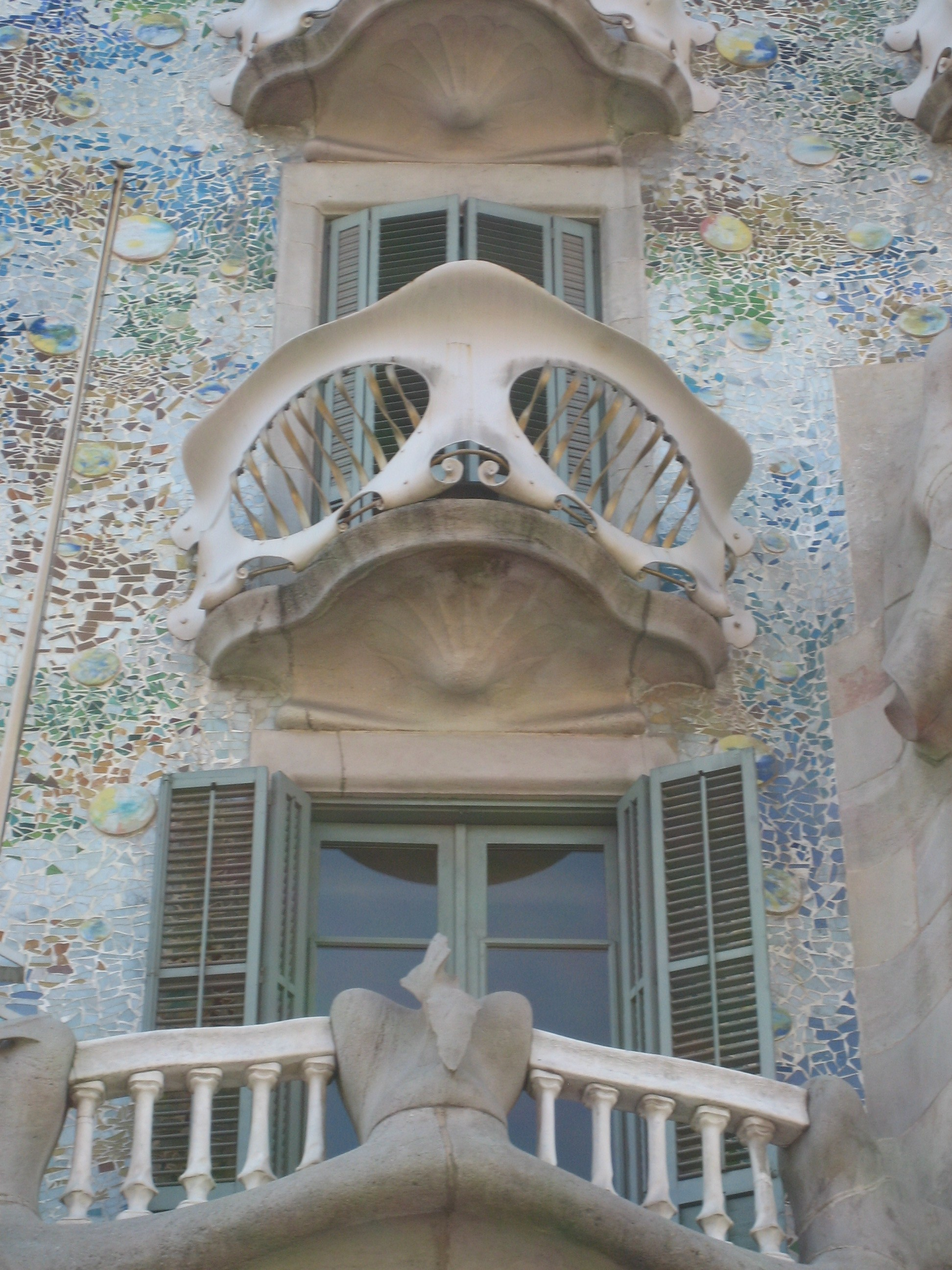
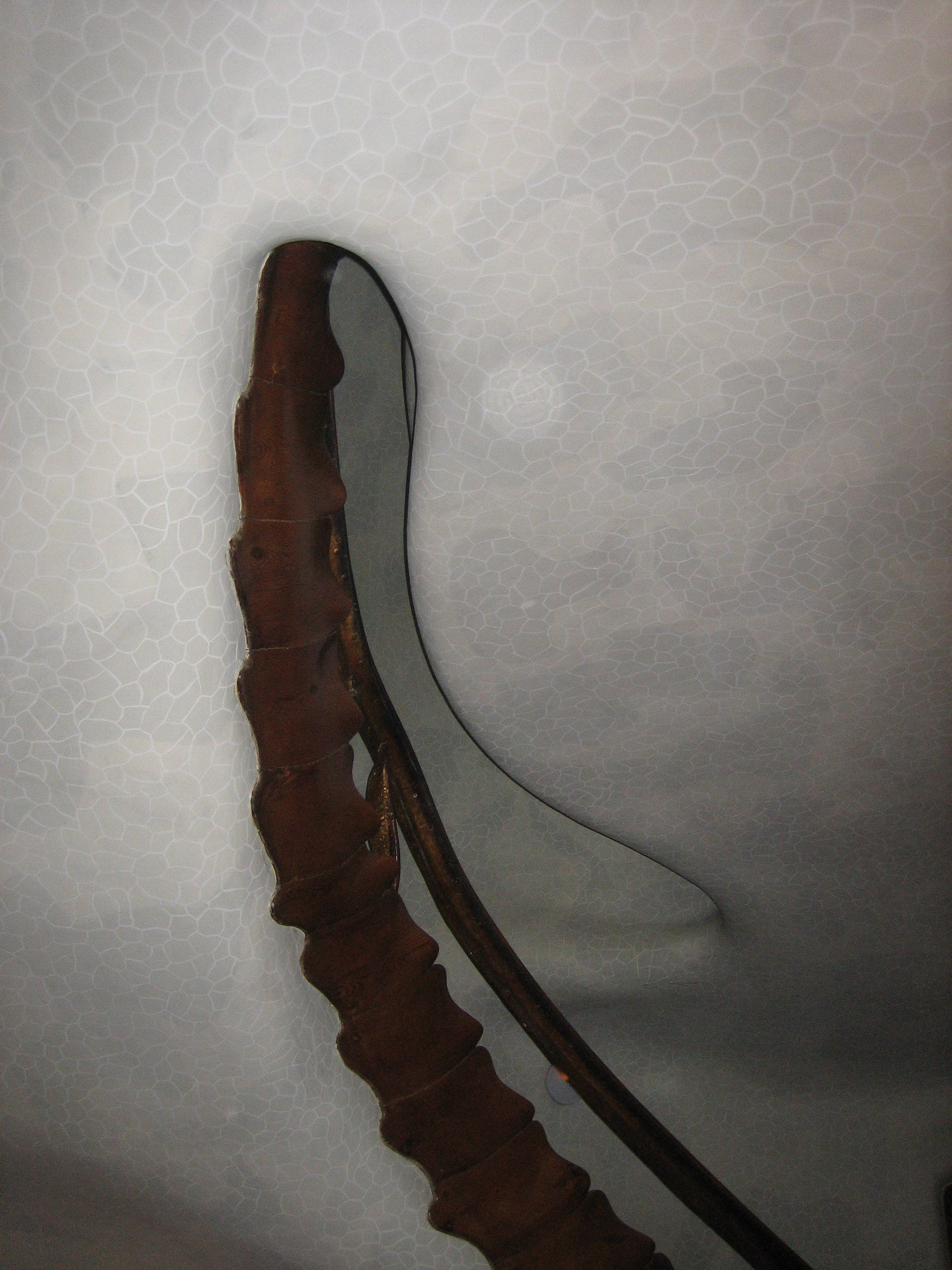